# Lerkendal
Lerkendal er også en af de fire administrative bydele i Trondheim, se Lerkendal (bydel).
Lerkendal er et område i Trondheim, som ligger på østsiden af Nidelven syd for centrum. Området domineres af Lerkendal Stadion, hjemmebanen for Rosenborg BK, forskningskoncernen SINTEF og NTNU. Bydelen har holdeplads for tog på Stavne–Leangenbanen.
63°24′43.978″N 10°24′28.339″Ø / 63.41221611°N 10.40787194°Ø